# Kenth Eldebrink
Kenth Eldebrink (Morjärv, 14 maggio 1955) è un ex giavellottista svedese È il padre delle gemelle cestiste Frida e Elin. È fratello dell'allenatore e ex-hockeista su ghiaccio Anders Eldebrink.

## Palmarès
- Giochi olimpici

Los Angeles 1984: bronzo nel lancio del giavellotto.